# جيروم كوان
جيروم كوان (بالإنجليزية: Jerome Cowan)‏ مواليد 6 أكتوبر 1897 في نيويورك، نيويورك، الولايات المتحدة - الوفاة 24 يناير 1972 في لوس أنجلوس، كاليفورنيا، الولايات المتحدة، هو ممثل أمريكي بدأ مسيرته الفنية سنة 1923. امتدت مسيرته الفنية لأكثر من 36 عاما.

## الأعمال
- الصقر المالطي
- معجزة في شارع 34

## روابط خارجية
- جيروم كوان على موقع IMDb (الإنجليزية)
- جيروم كوان على موقع ألو سيني (الفرنسية)
- جيروم كوان على موقع أول موفي (الإنجليزية)
- جيروم كوان على موقع قاعدة بيانات برودواي على الإنترنت (الإنجليزية)
- جيروم كوان على موقع قاعدة بيانات الأفلام السويدية (السويدية)
- جيروم كوان على موقع إن إن دي بي (الإنجليزية)
- جيروم كوان على موقع قاعدة بيانات الفيلم (الإنجليزية)
- جيروم كوان على موقع كينوبويسك (الروسية)